# P4-ATPasa
Les P4-ATPases són proteïnes que pertanyen a la família d'ATPases de tipus P i són una classe de flipases. Es troben localitzades a les membranes cel·lulars i la seva principal funció és transportar fosfolípids a través de les membranes mitjançant el consum d'ATP amb la finalitat de mantenir l'asimetria fosfolipídica d'aquestes membranes.
Estudis realitzats en ratolins demostren que les P4-ATPases realitzen diverses funcions fisiològiques importants. La seva deficiència pot derivar a malalties hepàtiques, problemes immunològics, diabetis i, fins i tot, pot provocar obesitat.

## Localització
Les P4-ATPases es troben únicament a cèl·lules eucariotes.
El genoma humà codifica 14 P4-ATPases que es troben organitzades en 5 categories diferents: categoria 1a, 1b, 2, 5 i 6. Dins de cada categoria hi trobem tot un seguit de P4-ATPases concretes:
- Categoria 1a: ATP8A1 i ATP8A2
- Categoria 1b: ATP8B1, ATP8B2, ATP8B3 i ATP8B4
- Categoria 2: ATP9A i ATP9B
- Categoria 5: ATP10A, ATP10B i ATP10D
- Categoria 6: ATP11A, ATP11B i ATP11C

D'altra banda, els llevats presenten 5 ATPases: Drs2p, Neo1p, Dnf1p, Dnf2p i Dnf3p.

## Funció
Les P4-ATPases intervenen en diferents processos cel·lulars associats a les membranes lipídiques. La seva funció principal és establir i mantenir una asimetria fosfolipídica a la membranana plasmàtica així com a les membranes intracel·lulars. Tanmateix, les P4-ATPases poden tenir també alguna funció cel·lular independent de l'ATP.

### Asimetria fosfolipídica
Les P4-ATPases tenen una funció fonamental en diferents processos cel·lulars associats a les membranes lipídiques. La seva funció principal és establir i mantenir una asimetria fosfolipídica de la bicapa lipídica de les membranes. La fosfatidilserina (PS) i la fosfatidiletanolamida (PE) es troben exclusivament a la monocapa citoplasmàtica de la membrana plasmàtica i, al mateix temps, la fosfatidilcolina (PC) es troba preferentment a la monocapa extracel·lular. Aquesta asimetria fosfolipídica també la trobem a les membranes intracel·lulars d'orgànuls i vesícules. Les P4-ATPases són flipases, pertanyen a una família d'enzims transportadors de fosfolípids a través de la membrana mitjançant el consum d'ATP.

### Transport vesicular intracel·lular
Les P4-ATPases també participen en el transport vesicular intracel·lular gràcies a la generació i el manteniment de l'asimetria fosfolipídica en les membranes intracel·lulars.
En el llevat Saccharomyces cerevisiae, el Dnf1p i el Dnf2p són necessaris per dur a terme l'endocitosi a baixes temperatures. Així doncs, participen en el transport vesicular del TGN a la membrana plasmàtica.
El Drs2p, un altre tipus de P4-ATPasa dels llevats, està localitzat al TGN, on transporta fostatidilserina (PS) i fosfatidiletanolamida (PE) cap a la seva monocapa citoplasmàtica. Es creu que aquesta activitat, gràcies a l'augment del contingut de PS i PE a la monocapa citoplasmàtica, provoca la curvatura de la membrana. Aquesta curvatura, junt amb l'increment de la càrrega negativa de la PS, recluta la proteïna Gcs1, activadora d'Arf-GTPasa, i proteïnes de recobriment de clatrina a la monocapa citoplasmàtica de la membrana del reticle endoplasmàtic com a part del procés de transport vesicular entre el TGN i els early endosomes.
Les P4-ATPases també estan implicades en la formació i transport de vesícules en altres cèl·lules eucariotes. Tanmateix, el mecanisme és poc conegut. L'ATP8A2 és crucial per l'allargament de l'axó, la qual cosa suggereix que aquesta P4-ATPasa participa en el tràfic de vesícules necessari per a l'extensió de la neurita.

### Apoptosi
L'apoptosi és un altre procés que involucra les P4-ATPases. La presentació de fosfatidilserina a la superfície de les cèl·lules és una senyal perquè les cèl·lules fagocítiques fagocitin la cèl·lula apoptòtica. L'ATP11C té un paper essencial evitant exposar la fosfatidilserina a la superfície de la cèl·lula en cèl·lules normals. La divisió d'ATP11C a llocs on hi ha caspasa l'inactiven i, conseqüentment, faciliten l'apoptosi. Tanmateix, l'ATP11C no és l'única P4-ATPasa important en prevenir l'exposició de fosfatidilserina a la superfície de les cèl·lules. L'ATP11A amb una especificitat de substrat i una localització a la membrana plasmàtica semblant a la de l'ATP11C pot compensar, en algunes cèl·lules, la pèrdua d'ATP11C i prevenir també l'exposició de fosfatidilserina a la superfície de la cèl·lula.

## Estructura

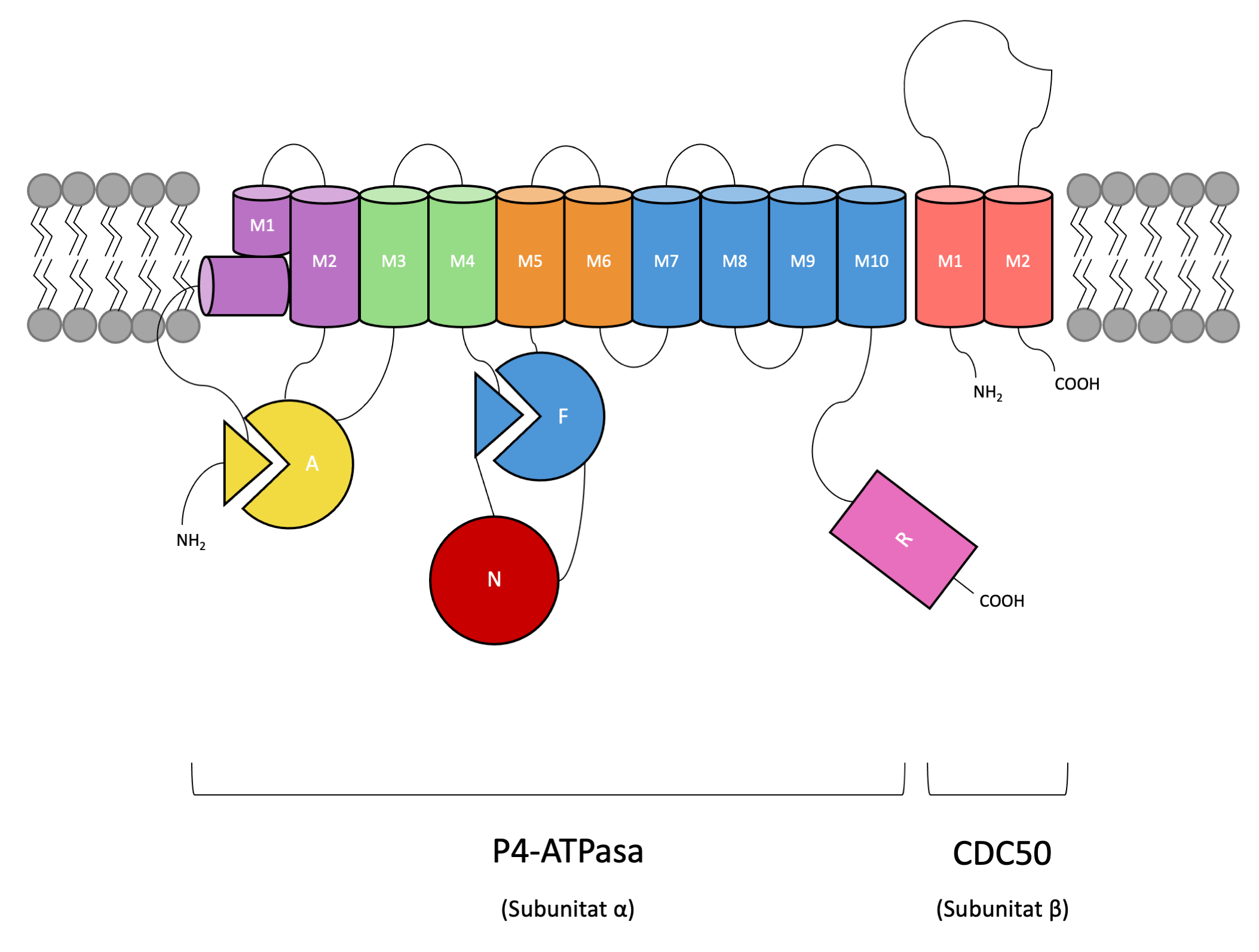
Estructura de la P4-ATPasa i de la proteïna CDC50

L'estructura i la tipologia de la P4-ATPasa presenta un mecanisme de flipasa relacionat amb el conegut mecanisme de les bombes d'ions P2-ATPasa Ca2+ - ATPasa i Na+ / K+ - ATPasa.
La P4-ATPasa es tracta d'una gran cadena polipeptídica d'aproximadament 120kDa formada per quatre dominis principals: el domini actuador (A), el qual conté el motiu DGET que facilita la desfosforilació d'intermediaris fosforilats; el domini del nucleòtid (N) que uneix ATP; el domini de fosforilació (F) que conté un residu d'àcid aspàrtic dins el motiu DKTGT que pot experimentar fosforilacions transitòries; i el domini de membrana (M), que presenta 10 segments transmembrana i és l'encarregat de translocar els fosfolípids a través de la membrana. També hi trobem un domini regulador (R) just abans del C-terminal. El segment N-terminal i C-terminal de la P4-ATPasa es troben a la cara citosòlica. El domini A està estretament associat amb els dominis N i F. Tots tres es troben a la cara citosòlica de la membrana.
La majoria de P4-ATPases formen heterodímers amb la subunitat β de la proteïna CDC50. La subunitat β és necessària per tal d'aconseguir un plegament correcte de la proteïna i formar un complex de P4-ATPasa funcionalment actiu.

### Estructura a la membrana
L'estructura a la membrana de les P4-ATPases coincideix amb l'estructura de les altres subfamílies d'ATPases de tipus P. El domini de membrana (M) està format per deu segments transmembrana en forma d'hèlix α. Aquest domini és l'encarregat de translocar els fosfolípids a través de la membrana.

### Proteïna CDC50
La CDC50 és una proteïna que interacciona amb les P4-ATPases formant heterodímers. Aquesta interacció és essencial per a activar l'activitat catalítica de les P4-ATPases. Com bé s'ha mencionat anteriorment, el genoma humà codifica 14 P4-ATPases. Tanmateix, només codifica 3 proteïnes CDC50. Això implica que cada proteïna CDC50 humana interacciona amb diverses P4-ATPases. Segons diversos estudis, l'associació de la P4-ATPasa amb la CDC50 és necessària per tal que la P4-ATPasa sigui exportada des del reticle endoplasmàtic. A més, la fosforilació del residu catalític d'aspartat en les P4-ATPases humanes depèn significativament de la subunitat CDC50. Així doncs, les proteïnes CDC50 són una part essencial de la maquinària de la P4-ATPasa.

### Cicle de reacció
El cicle de reacció de la P4-ATPasa s'ha estudiat detalladament per l'ATP8A2 i s'ha observat que aquest fosfoenzim existeix en els estats E1P i E2P (hi ha 4 conformacions enzimàtiques: E1, E1P, E2 i E2P), i que la desfosforilació de l'E2P s'activa a través dels substrats fosfolipídics com són la fosfatidilserina (PS) i la fosfatidiletanolamina (PE). Tanmateix, no s'activa a través de la fosfatidilcolina (PC).

## Regulació
El mecanisme regulador de les P4-ATPases s'ha estudiat sobretot en llevats.

### Molècules reguladores
L'activitat de la Drs2p està regulada pel fosfatidilinositol-4-fosfat (PI4P) i la Gea2p. Poden regular la seva activitat unint directament la seva cua C-terminal o bé ho poden fer de manera indirecta a través d'altres factors presents a les membranes. Els mecanismes de regulació d'aquesta activitat s'han començat a conèixer recentment.
Es va trobar que el fet de suprimir la cua C-terminal de la Drs2p estimulava la seva activitat i, conseqüentment, es va establir una evidència directa de la funció de la cua C-terminal de la P4-ATPasa Drs2p en la regulació de la seva pròpia activitat. La cua C-terminal autoinhibeix l'activitat de la Drs2p.
El fosfatidilinositol-4-fosfat (PI4P) interactua amb la cua C-terminal de la Drs2p per regular-ne la seva funció. Accelera la seva activitat de desfosforilació. D'altra banda, la Gea2p estimula l'activitat de translocació de la Drs2p. L'addició de totes dues molècules, del PI4P i de la Gea2p, estimula l'activitat flipasa de la Drs2p a un nivell molt major del que l'estimulaven qualsevol de les dues de manera individual.
Una altra molècula que intervé en la regulació de l'activitat de la Drs2p és la proteïna Ar11p, que s'uneix a la part N-terminal. Es forma un complex ternari estable entre l'Ar11p, la Gea2p i la Drs2p a través d'interaccions directes entre elles que és molt important també per estimular l'activitat flipasa de la Drs2p.
A nivell dels endosmoses, la Drs2p s'uneix amb la proteïna de caixa F RCY1. Aquesta interacció és necessària per a la transferència de productes entre els endosomes i l'aparell de Golgi. Aquest procés de transferència requereix la interacció de la Drs2p amb la proteïna Arf-GAP Gcs1p.

### Fosforilació i concentració d'esfingolípids
L'activitat de les P4-ATPases de llevat Dnf1p i Dnf2p requereixen fosforilació a través de les proteïnes quinases FpK1i Fpk2. Aquestes proteïnes quinases estan regulades per una altra quinasa, la Ypk1p.
L'activitat d'aquestes proteïnes quinases Fpk1 i Fpk2 és estimulada per la presència d'esfingolípids a nivell de la membrana. Per tant, els esfingolípids de membrana estimulen l'activitat de la Dnf1p i la Dnf2p.

### Regulació en mamífers
Les activitats de l'ATP11A i l'ATP11C estan regulades per l'exposició a calci. D'altra banda, l'activitat d'aquestes dues P4-ATPases està inhibida per la divisió mediada per caspasa durant l'exposició apoptòtica.

## Relació amb malalties
La deficiència o mutacions de P4-ATPases poden causar diverses malalties humanes.
L'ATP8B1, ha estat la P4-ATPasa més estudiada en mamífers. Aquesta proteïna és important pel manteniment de propietats de resistència de detergents de la membrana apical de l'hepatòcit. Mutacions a l'ATP8B1 donen peu a diverses malalties hepàtiques. D'altra banda, deficiències d'ATP10A i ATP10D dirigeixen a la resistència de la insulina i obesitat en ratolis.

### Malalties provocades per mutacions
Les mutacions a l'ATP8B1 són responsables de dues malalties hepàtiques relacionades: en primer lloc la colèstasi intrahepàtica recurrent benigna de tipus 1 (BRIC1) i, en segon lloc, la forma més greu de colèstasi intrahepàtica familiar progessiva de tipus 1 (PFIC1). Aquestes malalties es caracteritzen per una alteració del flux biliar. Les persones afectades poden experimentar pèrdues auditives i són més susceptibles a la pneumònia.
També s'han observat defectes genètics de l'ATP8A2 en dues famílies. D'una banda, es va observar que un individu amb retard mental i hipotonia tenia alterada la seqüència del gen que codificava per l'ATP8A2. I, d'altra banda, es va identificar una mutació missense (I376M) com la causa d'una malaltia neurodegenerativa poc freqüent coneguda com a atàxia cerebel·lar, retard mental i símptoma de desequilibri en una família consanguínia de Turquia.

### Inhibició de la secreció d'insulina
Algunes P4-ATPases inhibeixen la secreció d'insulina en cèl·lules β d'humans i ratolins. La càrrega negativa de la fosfatidilserina en les bicapes lipídiques de les vesícules secretores i de la membrana cel·lular facilita la interacció entre els dominis d'aminoàcids amb càrrega positiva de proteïnes SNARE de les vesícules secretores amb dominis similars de proteïnes SNARE de la membrana plasmàtica de les cèl·lules secretores. Això afavoreix la fusió de les dues membranes per donar lloc a l'exocitosi d'insulina.
Un estudi recent proposa que la fosfatidilserina i altres fosfolípids com la fosfatidiletanolamina poden tenir un paper important en la ISG (Immune Serum Globulin), fusionant l'ISG a la membrana plasmàtica de les cèl·lules β pancreàtiques durant l'exocitosi d'insulina. S'observa que les P4-ATPases predominants en les cèl·lules β pancreàtiques humanes i de rates són: ATP8B1, ATP8B2 i ATP9A. El silenciament gènic d'P4-ATPases i CDC50A inhibeix la sortida de la insulina estimulada amb glucosa en cèl·lules β pancreàtiques i en illots pancreàtics humans. Amb tot, les P4-ATPases tenen una funció molt important en la translocació de la fosfatidilserina i la fosfatidiletanolamina a la membrana de les ISG i a la membrana plasmàtica durant l'exocitosi d'insulina en cèl·lules β pancreàtiques.